# Elisabeth Moltmann-Wendel
Elisabeth Moltmann-Wendel (* 25. Juli 1926 in Herne; † 7. Juni 2016 in Tübingen) war eine bekannte Vertreterin der feministischen Theologie.

## Werdegang
Moltmann-Wendel wuchs in Potsdam auf und studierte in Berlin und Göttingen Evangelische Theologie. 1951 wurde sie aufgrund einer Arbeit über den Kirchen- und Theologiebegriff des niederländischen Theologen Hermann Friedrich Kohlbrügge promoviert. Sie war von 1952 bis zu ihrem Tod verheiratet mit dem systematischen Theologen Jürgen Moltmann.
Moltmann-Wendel war Mitglied des Zonta-Clubs Reutlingen.

## Veröffentlichungen (Auswahl)
- Hoffnung jenseits von Glaube und Skepsis (= Theologische Existenz heute. Neue Folge Nr. 112). Chr. Kaiser Verlag, München 1964.
- Frauenbefreiung – Biblische und theologische Argumente. München 1976.
- Ein eigener Mensch werden. Frauen um Jesus. Gütersloh 1980.
- Das Land, wo Milch und Honig fließt. Gütersloh 1985.
- Als Frau und Mann von Gott reden. München 1991.
- Wer die Erde nicht berührt, kann den Himmel nicht erreichen. Zürich 1997 (Autobiografie).
- Wach auf, meine Freundin. Die Wiederkehr der Gottesfreundschaft. Stuttgart 2000.

## Auszeichnungen
- 1991 Johanna-Loewenherz-Ehrenpreis
- 1997 Herbert-Haag-Preis für Freiheit in der Kirche